# ワダイ県
ワダイ県(アラビア語: عمالة وداي) は、チャドの14の県のうちの1つである。チャドの東部に位置し、面積は76,240km2、人口は543,900人（1993年）。県都はアベシェ。

## 関連記事
ワダイ・スルタン国